# Мойри
Мойрите са богини на съдбата в древногръцката митология. Дъщери са на Зевс и Темида, а според някои източници – на Зевс и Ананке или на изначалните богове Хаос и Никта (Нощта). Мойрите предат нишките на съдбата на всеки смъртен. Мойрите са три:
- Клото (от гр. предачка) е най-младата мойра. Тя преде нишката на човешкия живот. Изобразяват я с вретено в ръка.
- Лахесис (Лахезис) е средната по възраст сестра. Тя превежда нишката на съдбата през всички превратности в живота. Изобразявана е със свитък в ръка.
- Атропос е най-старата мойра. Тя отрязва нишката на живота, когато дойде време човекът да умре. Изобразявана е с везни в ръка. Отровното растение беладона (Atropa belladonna) носи нейното име.[1]

Когато на бял свят се появи дете, мойрите идват при него и предсказват съдбата му. Те не трябва да бъдат гледани, нито подслушвани. За да се спечели благоразположението им, до новороденото трябва да се оставят дарове – вино, три хляба и пари. Ако на сутринта даровете ги няма, значи мойрите са ги приели и детето ще има дълъг и щастлив живот.
На мойрите от древногръцката митология съответстват парките в римската митология.
За античното мислене съдбата е върховна сила, която поддържа реда в света. Без този ред светът би се върнал в първоначалния хаос. Решенията на съдбата може да не са разбираеми за смъртните хора, но винаги са израз на висша мъдрост. Затова единственото подобаващо отношение е благоговейното приемане на отреденото от съдбата. Силата на съдбата е толкова голяма, че определя участта не само на смъртните хора, но и на безсмъртните богове.